# Panainos
Panainos var en grekisk målare från Aten, verksam under förra hälften av 400-talet före Kristus.
Liksom sin bror Fidias var han medhjälpare bland annat vid utsmyckandet av skranket kring Zeusbilden i Olympia. Panainos samarbetade även med Polygnotos och Mikon vid dekorerandet av den så kallade brokiga pelargången i Aten och uppges tillsammans med Mikon ha utfört den målning som återgav slaget vid Marathon.